# Сингапур на летних Олимпийских играх 1972
Сингапур принимал участие в Летних Олимпийских играх 1972 года в Мюнхене (ФРГ) в шестой раз за свою историю, но не завоевал ни одной медали. Сборную страны представляли 2 женщины.